# Єнс Сальвесен
Єнс Сальвесен (норв. Jens Salvesen, 8 вересня 1883 — 21 вересня 1976) — норвезький яхтсмен.
Срібний призер Олімпійських Ігор 1920 року в класі 8 метрів (правила 1919 року).